# Pseudomys johnsoni
Il topo dei tumuli di ghiaia dell'Australia centrale (Pseudomys johnsoni  Kitchener, 1985) è un roditore della famiglia dei Muridi endemico dell'Australia.

## Descrizione
Roditore di piccole dimensioni, con la lunghezza della testa e del corpo tra 60,8 e 74,1 mm, la lunghezza della coda tra 75,8 e 94,5 mm, la lunghezza del piede tra 16,8 e 18,5 mm, la lunghezza delle orecchie tra 11,7 e 13 mm e un peso fino a 17 g.

Le parti superiori variano dal bruno-giallastro chiaro al bruno-rossiccio. Le parti ventrali sono bianche. La linea di demarcazione lungo i fianchi è netta. La coda è più lunga della testa e del corpo, è marrone sopra e bianca sotto.

## Biologia

### Comportamento
Si rifugia in sistemi complessi di tane e cunicoli, con le entrate chiuse da ammassi di pietre.

### Riproduzione
Sono state osservate femmine che allattano tra agosto e settembre.

## Distribuzione e habitat
Questa specie è diffusa nel Territorio del Nord e nel Queensland settentrionale.
Vive nelle savane alberate, praterie di Spinifex ed altri habitat simili.

## Conservazione
La IUCN Red List, considerato il vasto areale, sebbene frammentato, e la presenza in diverse aree protette, classifica P.johnsoni come specie a rischio minimo (Least Concern).